# Его идеал
Его идеал је савршена слика о себи са којом се Его упоређује и коју тежи да достигне. То није оно какав би Его заиста желео да буде, већ је то, под родитељским утицајима настао, споља наметнути идеал који му прописује какав би морао да буде.